# Ivar Rosenberg (maler)
 For alternative betydninger, se Ivar Rosenberg. (Se også artikler, som begynder med Ivar Rosenberg)
Ivar Rosenberg (født 1. juni 1891 i København, død 2. maj 1924 på Frederiksberg Hospital) var en dansk kunstmaler.
Ivar Rosenberg blev uddannet fra Det Kongelige Danske Kunstakademi i 1916.
Udgangspunktet for Rosenberg var kristendommen. Mange af motiverne fandt han i tekster fra Bibelen. Han arbejdede først i et ekspressionistisk formsprog og var inspireret af El Greco, men blev senere inspireret af Giotto og Masaccio samt kubismen.
Han var sammen med vennerne Jens Adolf Jerichau, Stefan Viggo Pedersen, Povl Jerndorff og Georg Jacobsen blandt af de kunstnere, der i starten af 1900-tallet var inspireret af kunsthistorikeren Vilhelm Wanscher og som forsøgte at inddrage elementer fra ældre europæisk kunst, herunder ikke mindst italiensk renæssance, i det moderne figurmaleri. Det kaldtes "Den store stil". Det skulle skabe kunst, der var moderne og klassisk, universel og ekspressiv.
Ivar Rosenberg udstillede blandt andet på Charlottenborg Forårsudstilling 1914-1917, 1919-1923, på Kunstnernes Efterårsudstilling i 1917 og 1923-1924. I 1922 fik han støtte fra De Bielkeske Legater.
Han var gift med maleren Else-Vogel Jørgensen, som han havde sønnen William Rosenberg med. Han var nevø til Bertha Wegmann og lavede portrætter i hendes stil på bestilling.
Ivar Rosenberg er begravet på Solbjerg Parkkirkegård på Frederiksberg.